# Joey Scarbury
Joey Scarbury (nacido el 7 de junio de 1955) es un cantante estadounidense más conocido por el que sería su hit single, Believe it or not, de 1981, que fue el tema central de la serie televisiva, El Gran Héroe Americano.

## Infancia e inicio de su carrera musical
Scarbury nació en Ontario (California) y se crio en Thousand Oaks. Su madre alentó constantemente sus aspiraciones de cantante. A los 14 años, tras ser descubierto por el padre de Jimmy Webb, que escribía canciones, firmó un contrato para grabar con el sello Dunhill Records. Su primer sencillo She never smiles anymore fue un fracaso, lo cual pronto lo dejó sin discográfica.

## Años 1970
Siguió profesionalmente en la música durante toda la década de los 70, primero como telonero de artistas como la cantante de country Loretta Lynn y sacando ocasionalmente sus propias grabaciones. Aunque en 1971 alcanzó un éxito menor en las listas con la canción Mixed up guy, no tuvo un verdadero éxito durante toda la década.

## Los años 80 y «El gran héroe americano»
A finales de los años 70 empezaría a trabajar para el productor y compositor Mike Post. A Post lo contrataron junto a Stephen Geyer para que escribiese la sintonía de una nueva serie de televisión llamada El gran héroe americano, sobre un profesor convencional de high school (instituto de secundaria) que se hace con un traje de superhéroe, queriendo la suerte que la grabara Scarbury.
Tras grabar la versión completa de la canción, titulada Believe it or no, se editó para acortarla a un minuto de duración y poder incluirla en las emisiones de la serie. El éxito de la misma y lo pegadizo de su sintonía movieron a Elektra Records a lanzar el sencillo que alcanzaría el número 2 de la lista Billboard Hot 100 en 1981. A toda prisa se produjo un álbum con un título parecido, America's Greatest Hero, y se vendió bien.
Sin embargo Scarbury no fue capaz de mantener el éxito y, tras quedar en el número 49 con el sencillo posterior When she dances, volvió a quedar fuera de las listas. Volvió a trabajar con Post otra vez a mediados de los 80 para grabar Back to back para la serie de televisión Hardcastle and McCormick y, junto a Desirée Goyette, grabó Flashbeagle para el especial de Peanuts It's Flashbeagle, Charlie Brown. También interpretó el tema de apertura de la serie Jennifer Slept Here pero no volvió a sacar ningún otro sencillo en los 80.

## Los años 1990 y su carrera como autor
En 1990 Scarbury volvió a conocer el éxito como autor. En esta ocasión, su canción No matter how high, que había escrito en colaboración, fue grabada por The Oak Ridge Boys y fue un número uno de la música country. Even Stevens era su coautor, el cual había tenido éxito anteriormente coescribiendo canciones para el cantante de country Eddie Rabbitt así como con el tema interpretado por Kenny Rogers Love will turn you around de la película Six Pack. En 1993 Scarbury se unió a Jennifer Warnes para grabar la sintonía de una sitcom efímera llamada Almost Home.

## Discografía
Scarbury ha sacado varios singles desde 1969 en el sello Dunhill, continuando con otros singles con las discográficas Reena, Playboy, Bell, Columbia, RCA, Big Tree, Lionel y Elektra.
Álbumes
America's Greatest Hero
Lanzamiento: 1981